# 丸山夏鈴
丸山 夏鈴（まるやま かりん、1993年（平成5年）8月2日 - 2015年（平成27年）5月22日）は、日本の歌手、タレント。福島県郡山市出身。尚志高校卒。血液型はA型。愛称は「りんちゃん」。株式会社HappyStrike所属。悪性の脳腫瘍摘出手術を7回受けていた。ミスiD2016ファイナリスト・吉田豪賞の丸山夕佳は妹。

## 来歴
福島県郡山市で生まれ育つ。小学2年の時に脳腫瘍が見つかり、摘出手術を行ったという経緯を持つ。その後、デビューまでに中学2年時には1回、高校3年の時には2回の手術を受けている。手術による入院中、テレビで見たアイドルの姿に影響を受け、自分も彼女たちのようになりたいと思うようになったことをブログに綴っている。
2012年、ネットで見つけたミスiD2013のオーディションに対して入院中でありながら応募を行い、一次審査を通過した。その後、一般投票の期間中に芸能事務所HappyStrikeへの所属が決定し、7月からアイドルとしての活動をスタートさせる。
2013年の入院中に脳腫瘍が肺へ転移したことが確認され、治療を続けていたものの手術は困難な状態であった。病気は徐々に進行しており、2015年2月に「Eternal Summer」のPVとジャケット写真を撮影した頃には頬が痩け、病気の進行が顕著になっていた。しかし、発売記念イベントでは座りながら「Eternal Summer」をアコースティックギターの伴奏によるゆっくりとしたテンポで歌うなど、身体への負担を減らしながらアイドル活動を継続していた。晩年、2015年3月末に入院して公の場での活動は休止状態となったが、4月5日よりYouTubeを通じてスマートフォンを使った自撮り映像を毎日配信し、5月21日夜まで撮影と配信を行っていた。
5月22日、昼食後に容態が急変し、13時10分に死去した。21歳の若さであった。葬儀は5月25日に福島県郡山市にて、生前の本人の希望により、「ライブ式葬儀」として一般のファンも参列可能な形で華やかに執り行われた。戒名は唄安夏鈴清信女。墓所は福島県本宮市にある日輪寺。
12月26日、福島中央テレビにてドキュメンタリー番組「最期までアイドル 夏鈴という奇跡」が放送され、後日「NNNドキュメント'16」（日本テレビ系列）内でも再編集短縮版「丸山夏鈴〜最期までアイドル〜」が放送された。

## 年譜
- 2012年
  - 6月 - 講談社「ミスiD2013」オーディション通過。一般投票期間中に現在の事務所に所属。
  - 7月1日 - フレッシュ撮影会でアイドル活動をスタートさせる。
  - 12月22日 - 渋谷Milkywayにて行われた「DJぞんびちゃんpresents番外編!『アイドル界のイギーポップを探せ!』」にオープニングアクトとして初のライブ出演。
- 2013年
  - 2月25日 - 脳腫瘍摘出手術を受けるため休業[23]。5回目の手術となる。
  - 4月13日 - 宇都宮BEATCLUB STUDIOにて行われた「T!P ホームタウンライブ vol.8」にて芸能活動復帰（同事務所T!P定期ライブ）。
  - 6月1日 - 6回目の脳腫瘍摘出手術を受けることを発表[24]。
  - 6月13日 - 活動以来2回目の休業。
  - 9月14日 - 新宿レッドノーズで行われた「丸山夏鈴1stワンマンライブ〜ReSTART!!!〜」でステージ復帰。同時に初のオリジナル曲である「Eternal Summer」（作編曲：CHEEBOW 作詞：まい）[25]が披露された。
  - 12月8日 - 新宿レッドノーズで行われた「Ring! Ring! Ring! あわてんぼうの夏鈴サンタがやってきた!〜丸山夏鈴2ndワンマンライブ〜」で休業へ。
  - 12月9日 - 脳腫瘍摘出手術を受けるため、活動以来3回目の休業。7回目の手術となる[26]。
- 2014年
  - 6月7日 - 主催ライブ「丸山夏鈴のアイドル七転八起」で復帰[27][28]。
  - 8月2日 - TOKYO IDOL FESTIVAL 2014に「ミスiD2013 - 2015」のメンバーとして出演。
- 2015年
  - 2月5日 - 日本テレビ系報道番組『news every.』にて、癌と闘うアイドルとして特集され、脳腫瘍の一部が肺に転移し肺癌の治療中である事を公表した[29]。
  - 2月28日 - 「Eternal Summer」でCDデビュー。
  - 4月8日 - フジテレビ系報道番組『みんなのニュース』の特集コーナー「リアル!」で活動や闘病生活の様子が放送される。
  - 5月22日 - 転移性肺癌により死去[30][31]。21歳没。
  - 8月2日 - 本人が生前に出場を目指していたTOKYO IDOL FESTIVAL 2015の「ミスiD SPECIAL STAGE」で丸山夏鈴ステージが設けられる。
  - 11月3日 - 生前通っていた江戸川大学の「駒木祭」にて「1日限定復活!! 丸山夏鈴ライブ♪」と題したステージが設けられ、親交のあったシンガーソングライター瑞稀ミキ（mikichu*）による弾き語りが行われた。
  - 12月26日 - 福島中央テレビにて、『最期までアイドル 夏鈴という奇跡』と題した特番が放送された。
- 2016年
  - 2月7日 - 日本テレビ系で福島中央テレビ制作のドキュメンタリー番組『NNNドキュメント'16 丸山夏鈴〜最期までアイドル〜』が放送された。
- 2017年
  - 8月16日 『Eternal Summer』がDVD及びブックレット付きのスペシャルエディションとして再リリース[32]。

## 人物
- 名前の「夏鈴」（かりん）は、夏生まれであることから「夏」と風鈴の「鈴」をくっつけた、「生まれた時に顔が鈴のように丸かった」、「マライア・キャリーに響きを似せた」などいくつかの由来を持つ[33]。
- 実家でチワワを飼っていた。名前はチェリー[34]。
- 好きな動物はチンアナゴ[35]。
- 趣味は映像編集や3DモデリングでAdobe PremiereやAviUtl[36]、Metasequoia[37]などを扱う。
- 小学生の頃から脳腫瘍の手術を繰り返し行なっているが、かわいそうなどと言われてしまうことや病気のことを話すとその場が重くなってしまうことが嫌だとインタビューで答えていた[38]。
- 尚志高校時代は生徒会長を務めていた[27]。同校はその期間中に第89回全国高等学校サッカー選手権大会に福島県代表で出場している[39][40]。サッカー選手の山岸祐也は高校時代の同級生である。
- 自らの病気をネタにブラックジョークをツイートするなど、病気が進行しても前向きな振る舞いを見せ続けていた[41][42]。
- ブログやTwitterにて、入院生活や入院中の写真なども公開し、病気療養による活動休止期間中も発信を行っていた。
- 『Eternal Summer』の作曲を行った関根元和（CHEEBOW）は、飛び抜けたものはなかったがいつも楽しそうにアイドル活動を行っていたと述懐している[43]。
- クロちゃんは、自身が司会を務めるラジオ番組「IDOL ST@TION(アイドルステーション)」に丸山がゲスト出演した時[44]のことを振り返り、「喋ってると、どんな状況でも、努力してて、本当に凄いと思いました」としのんだ[45]。
- 丸山が所属していた江戸川大学マス・コミュニケーション学科の教授である植田康孝[46]は、「悪性の脳腫瘍摘出手術を7回受けても頑張る姿は、『アイドルが辛いことがあっても必死に頑張るから、自分も一緒に頑張ろうという意識の下、ファンがアイドルを応援する』というアイドルの王道であった」[47]と評した上で、「丸山夏鈴 は『劣化』しない『永遠のアイドル』になった」[47]とその死を惜しんだ。また2015年度用大学案内パンフレットに掲載されるなど、広報活動に貢献したことにも触れている[47]。

## 出演

### 雑誌
- B.L.T. 吉田豪連載「ぶらり豪」（2013年10月号）[注 1]
- TRASH-UP!! Vol.16（2013年9月20日）
- 政経東北（2015年1月号）
- B.L.T. 吉田豪連載「ぶらり豪」（2015年3月号）[注 2]
- TRASH-UP!! Vol.21 表紙・グラビア（2015年2月5日）

### テレビ
- ゴジてれ Chu !（2014年12月5日、福島中央テレビ）
- news every.（2015年2月5日、日本テレビ）
- 二畳半レコード（2015年2月28日、福島中央テレビ）
- かりんの夢への階段（2015年3月1日、福島中央テレビ）
- みんなのニュース（2015年4月8日、フジテレビ）
- 情報プレゼンター とくダネ!（2015年5月25日、フジテレビ） ※追悼特集
- 白熱ライブ ビビット（2015年5月26日、TBSテレビ） ※追悼特集
- 最期までアイドル 夏鈴という奇跡（2015年12月26日、福島中央テレビ） ※追悼特別番組
- NNNドキュメント'16 丸山夏鈴〜最期までアイドル〜（2016年2月7日、日本テレビ） ※「最期までアイドル 夏鈴という奇跡」の再編集短縮版

### ラジオ
- 丸山夏鈴のラジカントロプス2.0（2015年2月2日、ラジオ日本）
- IDOL ST@TION(アイドルステーション)（2015年3月5日、目黒FM）[44]

### インターネット
- ニコニコ神社 in お台場合衆国2012（2012年7月）

## ディスコグラフィ

### シングル
| 枚  | 発売日        | タイトル       | 規格品番 | 最高位                                                 |
| --- | ------------- | -------------- | -------- | ------------------------------------------------------ |
| 1st | 2015年2月28日 | Eternal Summer | BCSHS-5  | シングル66位 インディーズシングル7位（2015年7月6日付） |